# Карлсруе (палац)
49°00′49″ пн. ш. 8°24′16″ сх. д. / 49.0136° пн. ш. 8.40444° сх. д.
Палац Карлсруе (нім. Karlsruher Schloss) був побудований в 1715 році для маркграфа Карла III Вільгельма після суперечки з громадянами його попередньої столиці, Дурлаха. 
З того часу навколо нього виросло місто Карлсруе. 
Зараз у будівлі розташований головний музей землі Баден і частина Конституційного суду Німеччини, основна будівля якого розташована в безпосередній близькості до палацу. 

## Історія
Першу будівлю побудував Якоб Фрідріх фон Бацендорф. 
Місто було сплановано з вежею палацу у центрі та 32 вулицями, що радіально розходяться від неї, як спиці на колесі або спиці на складному віялі, тому прізвисько Карлсруе німецькою мовою є «місто віяла».
Спочатку палац був частково дерев'яним, але в 1746 році його довелося перебудувати з використанням каменю. 
Карл-Фрідріх Баденський, маркграф Баден-Дурлаха, став Карлом Фредеріком, Великим герцогом Бадену, потім до 1770 року Бальтазар Нейман і Фрідріх фон Кеслау реконструювали палац, додавши більші вікна та двері, павільйони та крила. 
У 1785 році Вільгельм Єреміас Мюллер скоротив вежу, додавши купол.
Під час революцій 1848 року Леопольда, великого герцога Баденського, на деякий час було вигнано в 1849 році. 
У 1918 році останній монарх, Фрідріх II, великий герцог Бадена, був змушений виїхати. 
Колишня резиденція правителів Бадена зараз використовується як Музей землі Баден.
Велика частина центру міста, включаючи палац, була перетворена на руїни під час бомбардувань союзників під час Другої світової війни, але була швидко відбудована після війни.

## Палацовий парк
На північній стороні палацу в 1731-1746 роках було посаджено парк у французькому бароковому стилі. 
У другій половині XVIII століття великий герцог Карл Фрідріх перебудував його у пейзажний парк в англійському стилі. 
До парку примикають оранжерея, мисливські та декоративні споруди. 
У 1967 році у парку пройшла всенімецька садівницька виставка, перед якою він був оновлений та розширений. 
Окрім рідкісних порід дерев у парку є численні інсталяції, пам'ятники та фонтани різних епох. 
У тому ж році була відкрита паркова залізниця. 
Також у парку розташовуються: пам'ятник Карлу Фрідріху Баденському, ботанічний сад, будівлі Технологічного інституту Карлсруе та Конституційного суду Німеччини. 
Парк використовується мешканцями міста для літнього відпочинку.

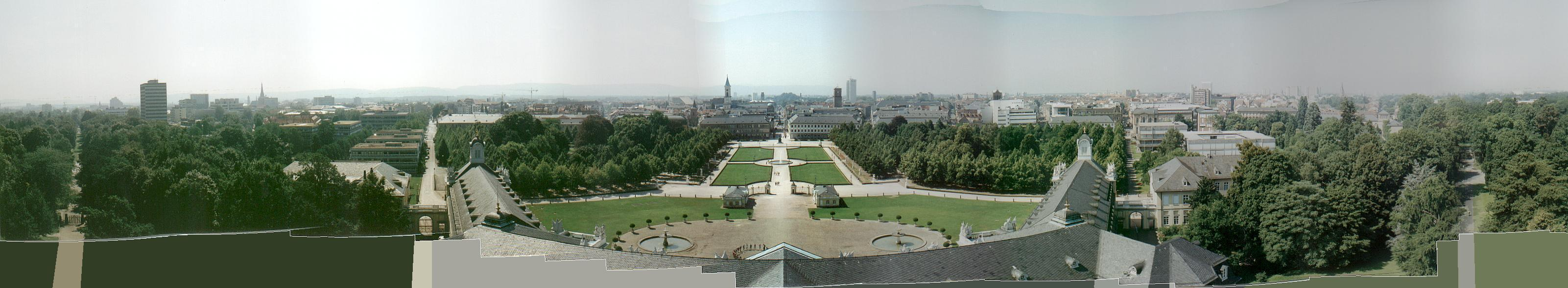
Панорама Карлсруе з вежі палацу, вид на південь. Університет ліворуч, Ринок у центрі, Федеральний конституційний суд праворуч. Зверніть увагу на крила палацу, що вирівнюються з вулицями, які виходять радіально від центру міста (тобто від вежі палацу).

## Галерея

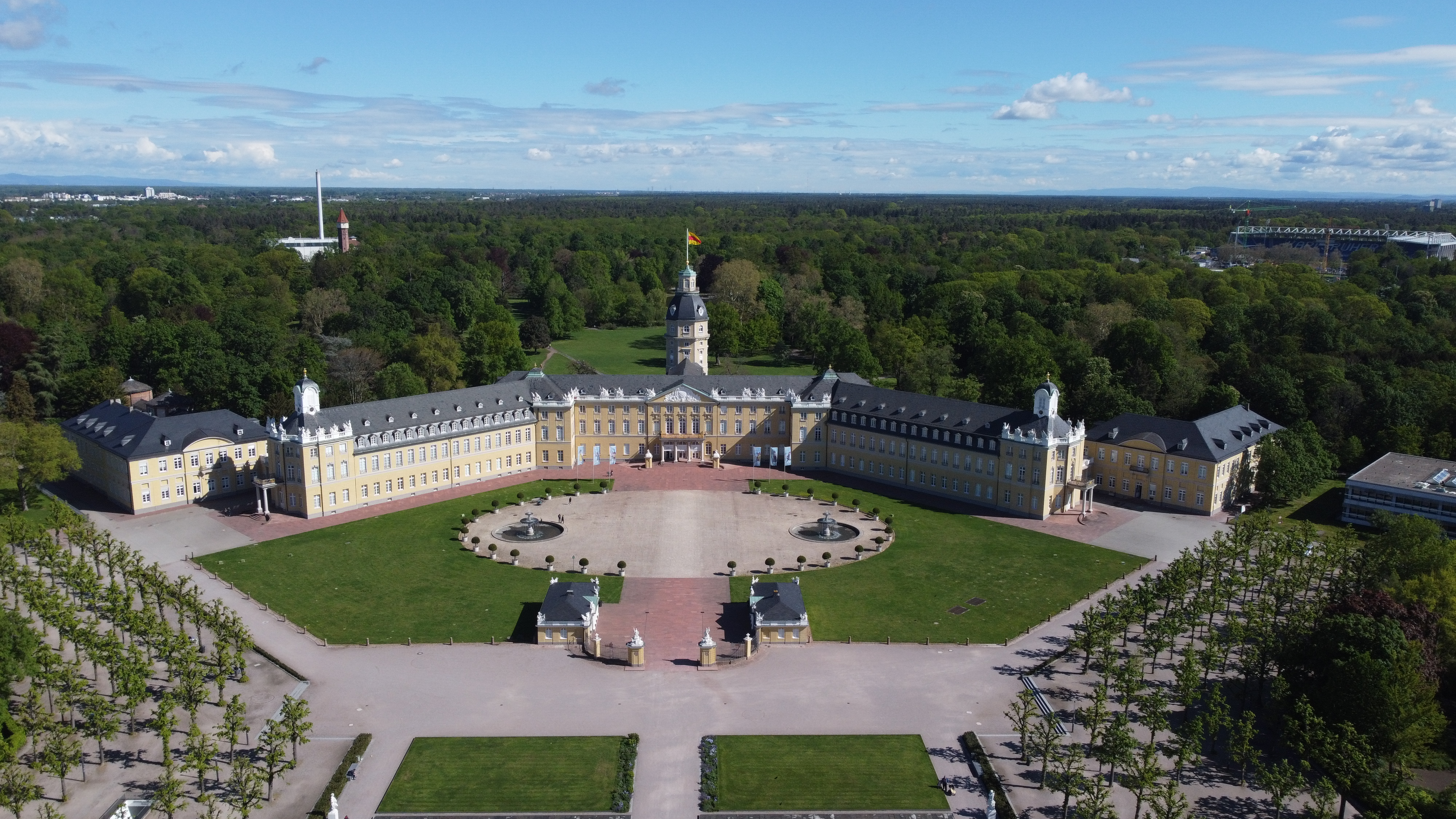
Палац Карлсруе, вид з дрона спереду
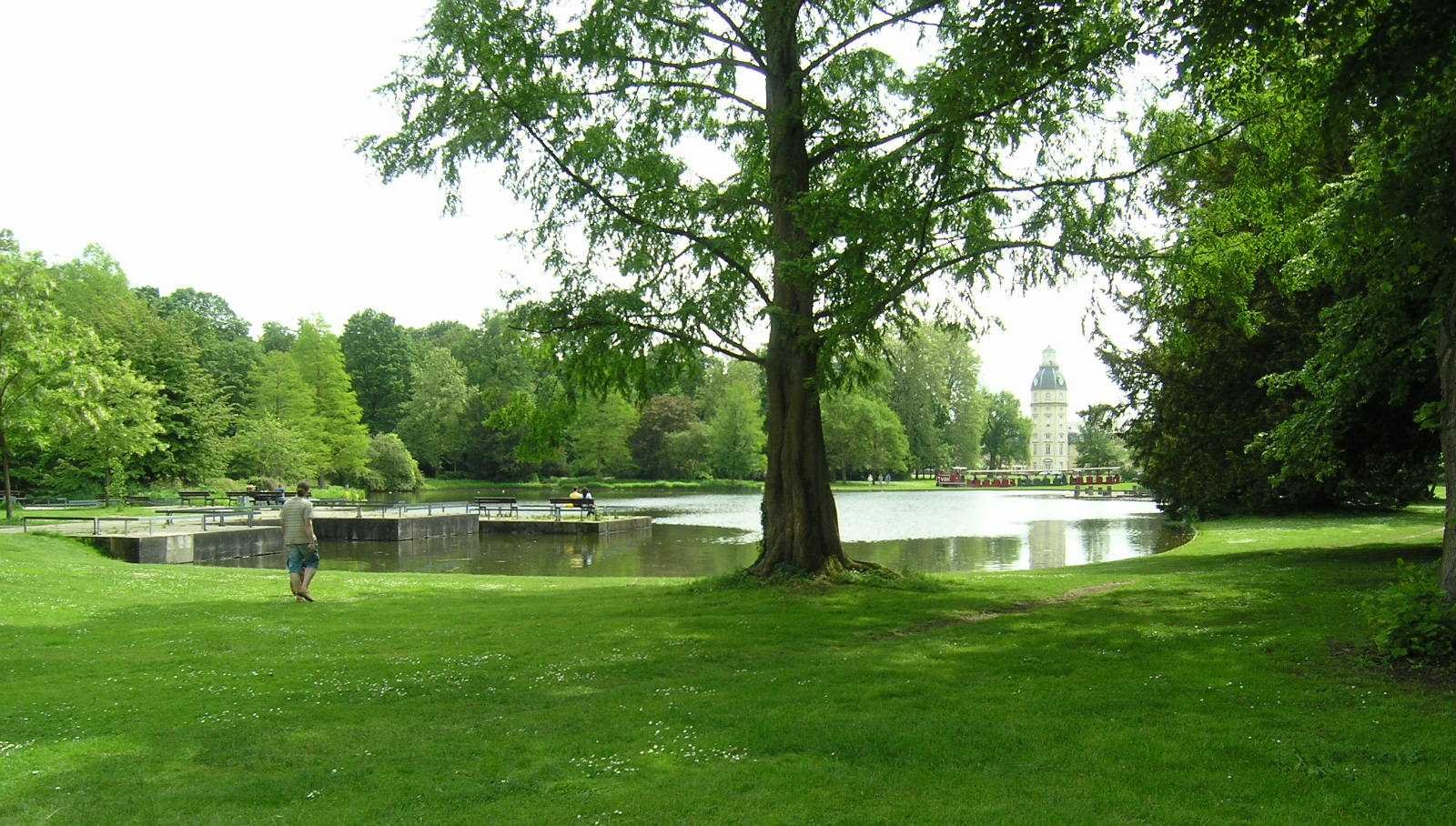
Палацовий парк
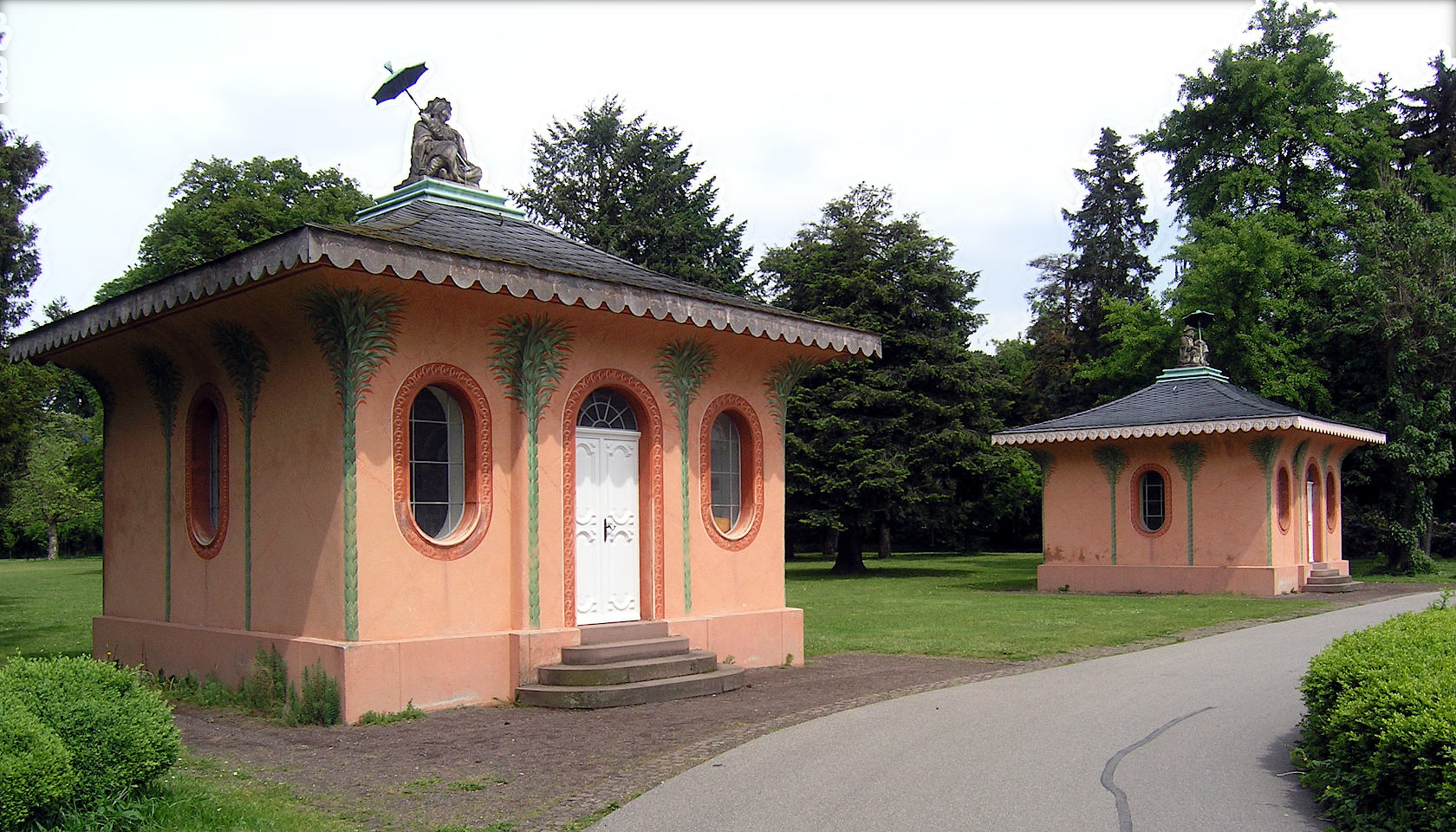
Китайські чайні хатини
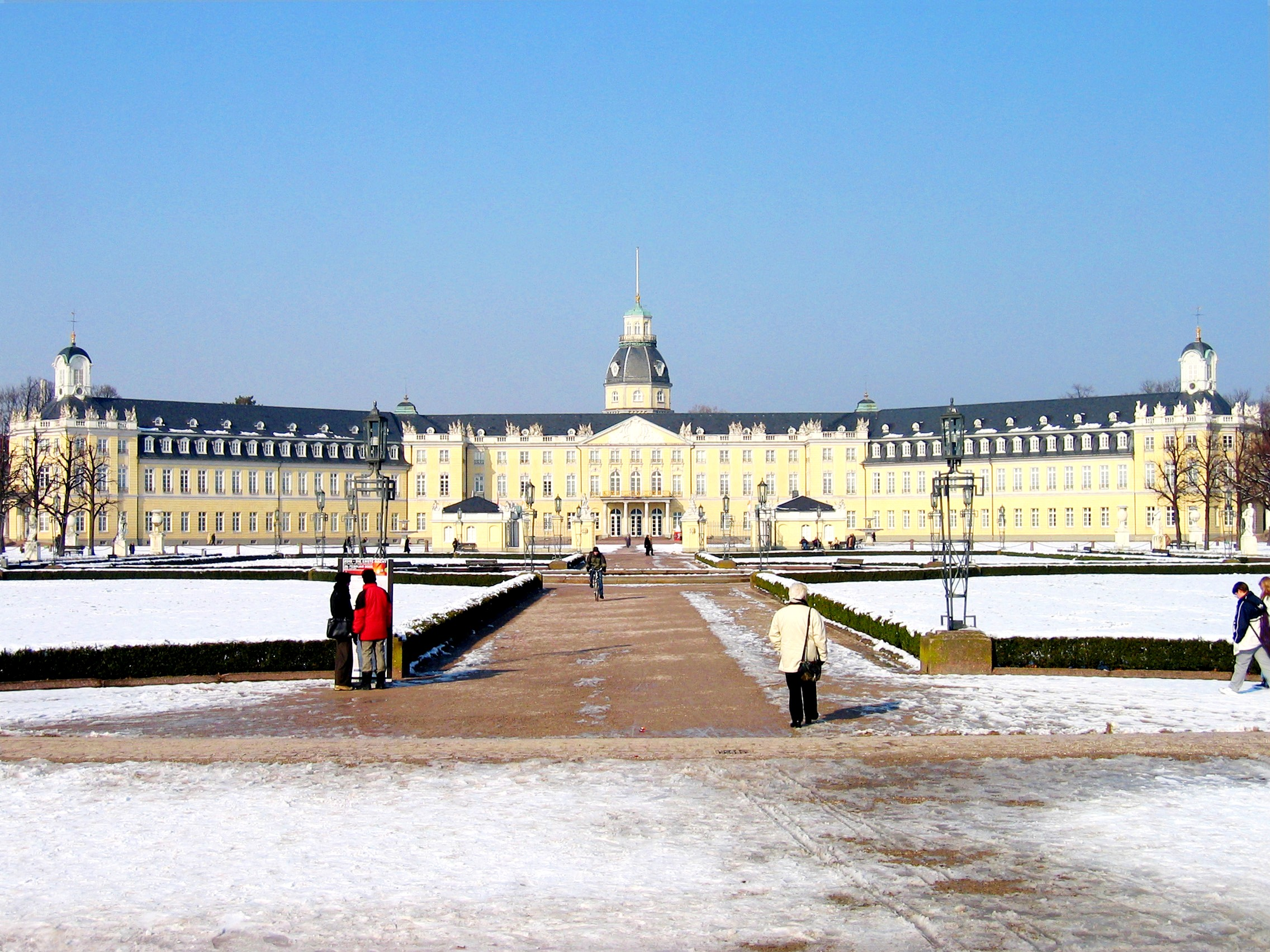
Вид спереду (лютий 2005)
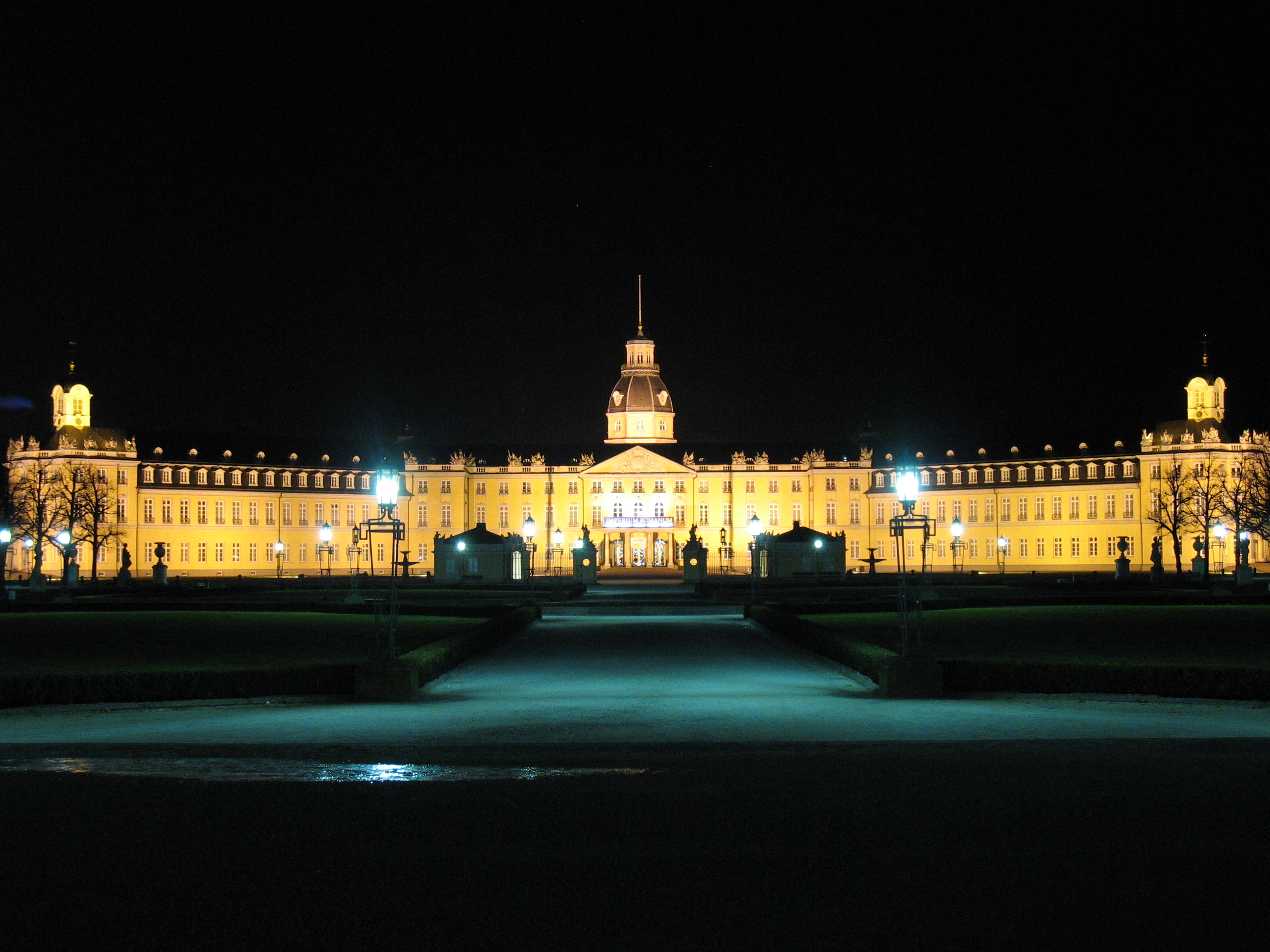
Палац вночі
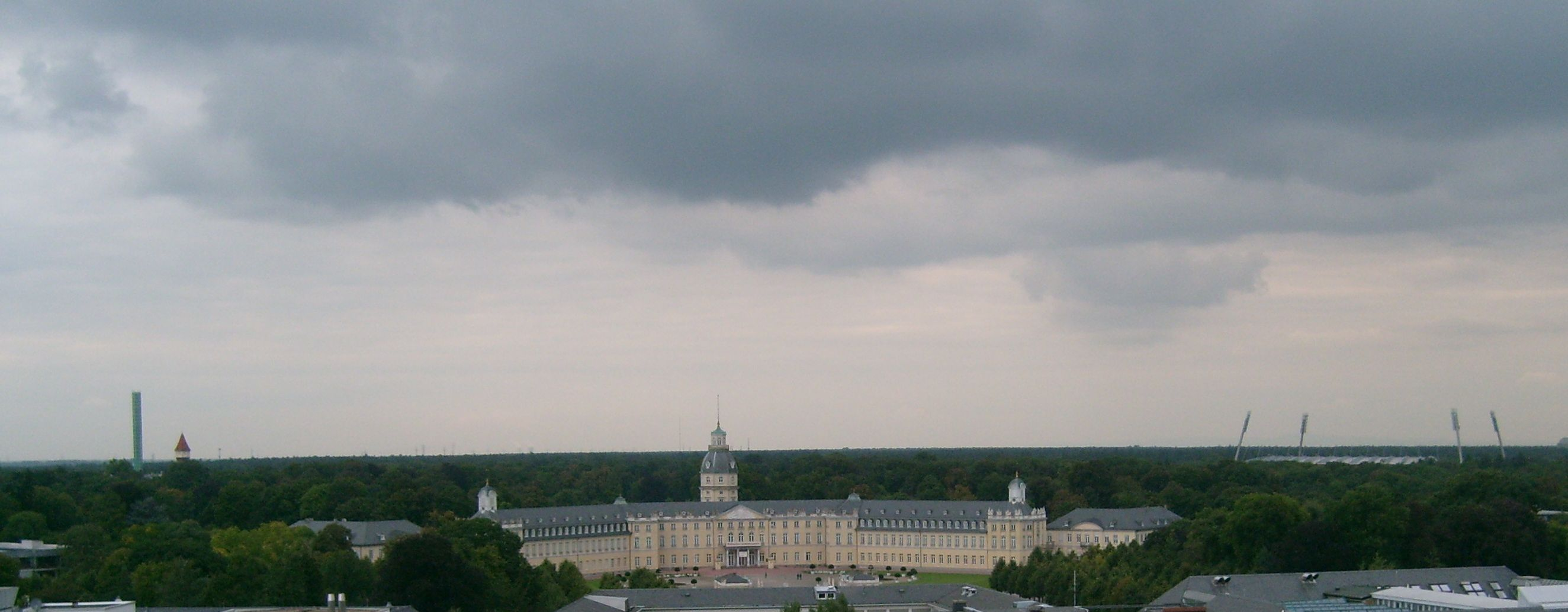
Вид з вежі ратуші
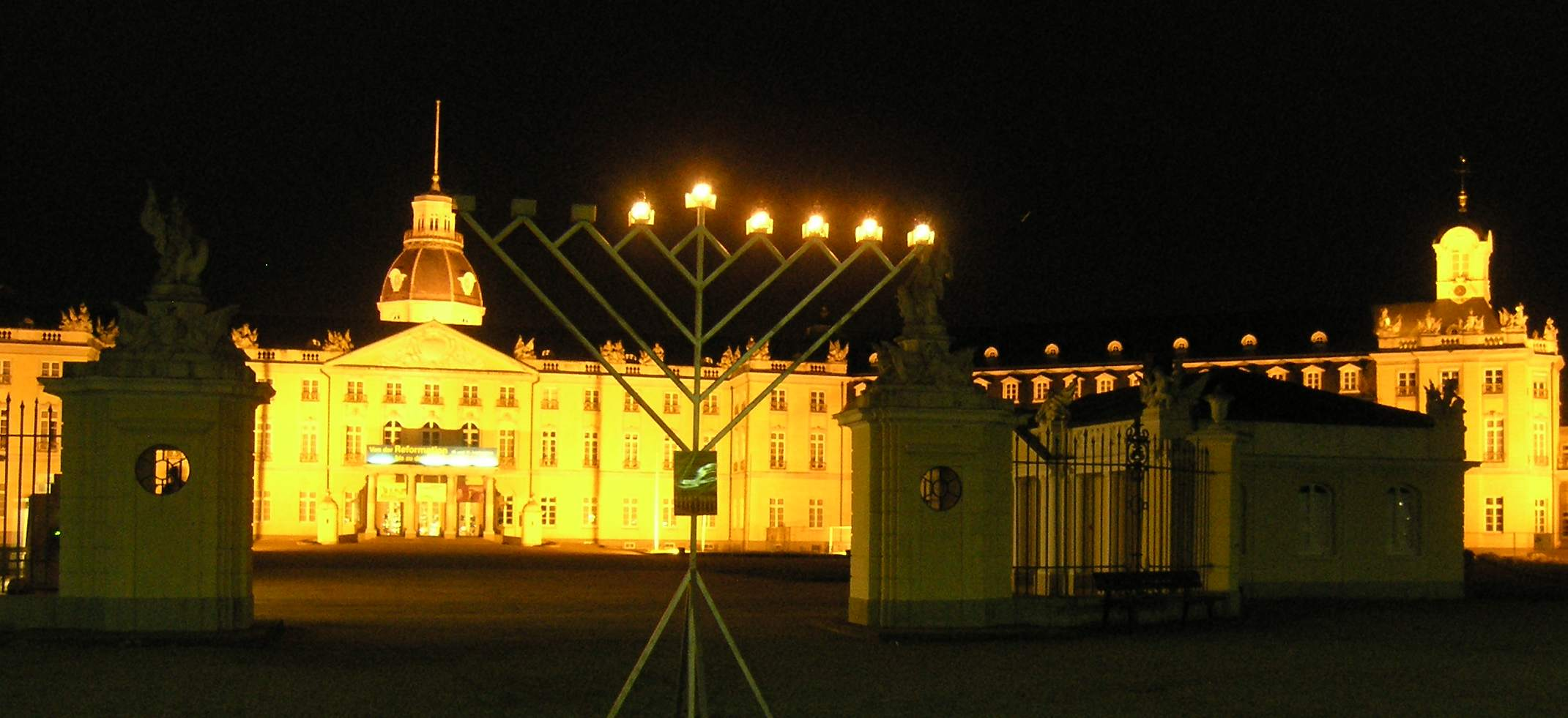
Палац вночі з Менорою (Ханука)
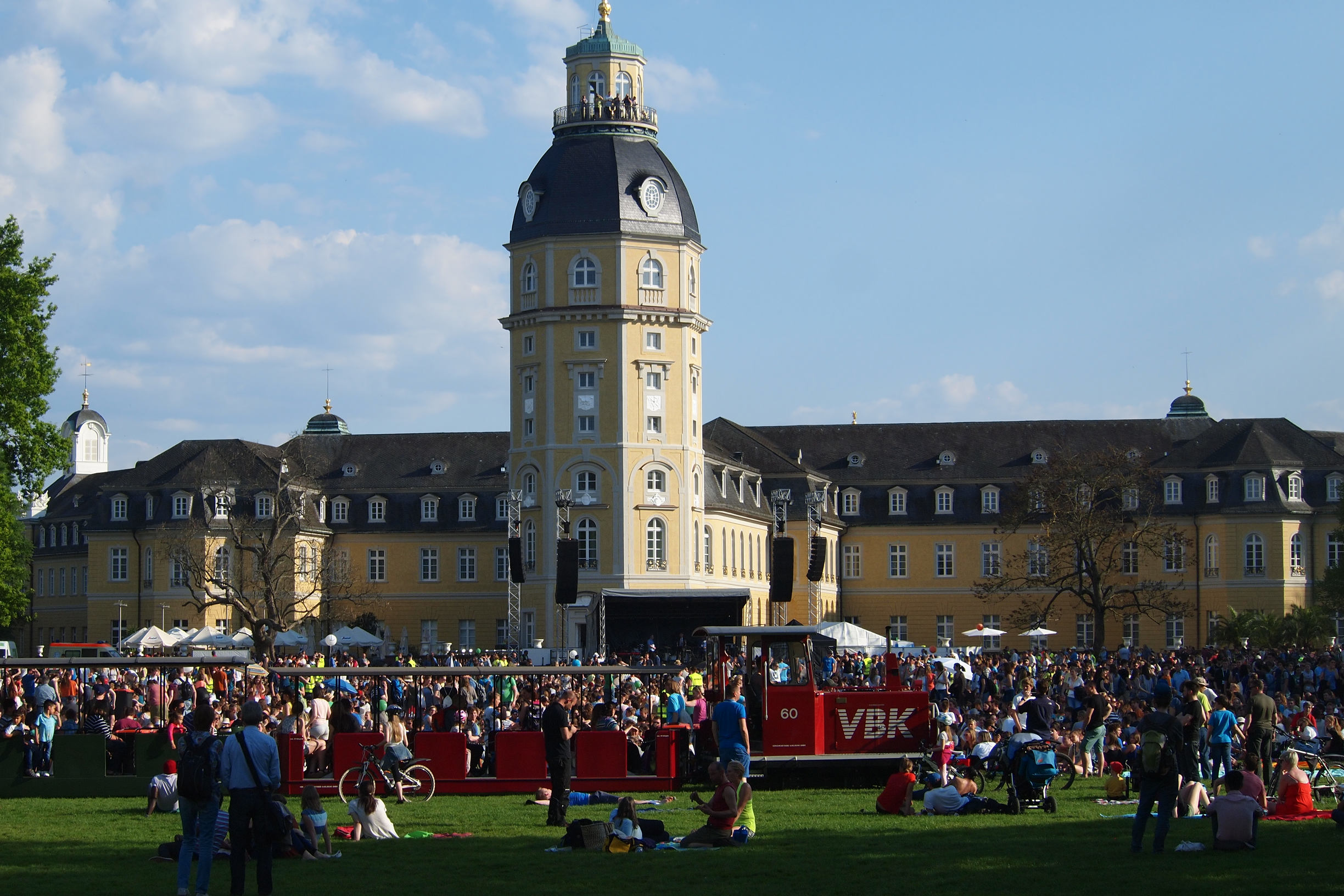
Палац під час з'їзду молоді
Палац влітку
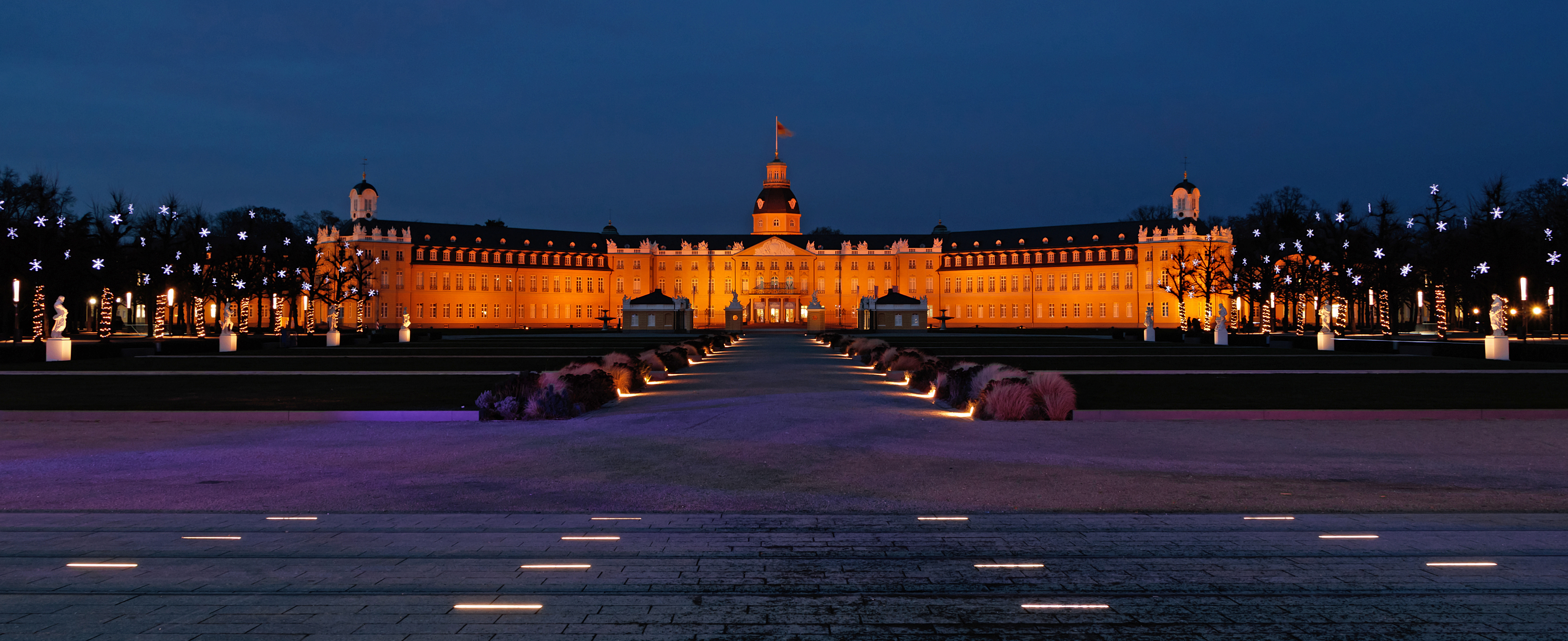
Палац з новорічною ілюмінацією
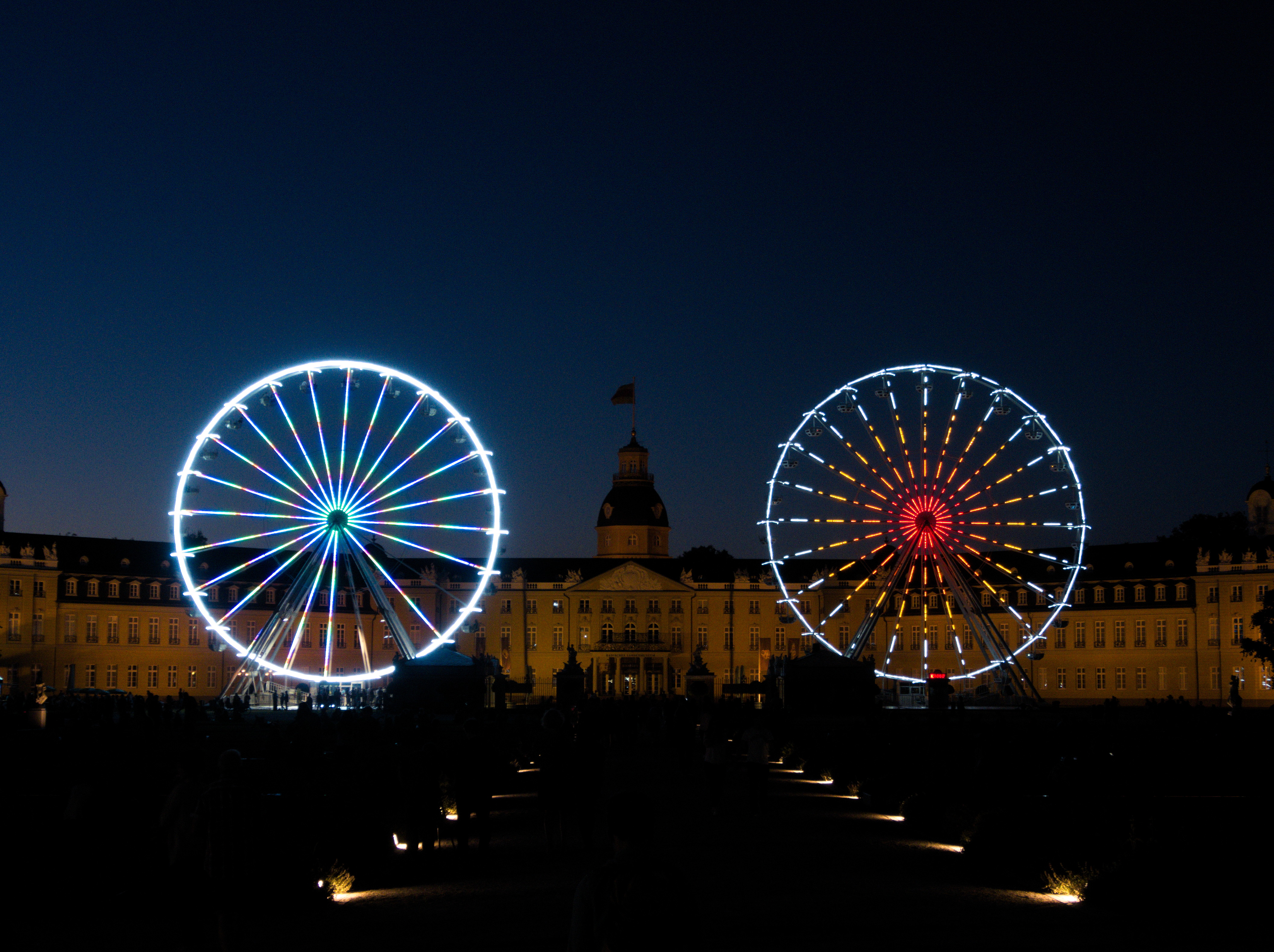
Два колеса перед палацом під час святкування Heimattage у 2017 році